# Campeonato Mundial de Halterofilismo de 1949
O 27º Campeonato Mundial de Halterofilismo foi realizado em Haia, nos Países Baixos entre 4 a 6 de setembro de 1949. Participaram 38 halterofilistas de 13 nacionalidades. Essa edição foi realizada em conjunto com o Campeonato Europeu de Halterofilismo de 1949. 

## Medalhistas
| Evento                | Ouro                              | Ouro     | Prata                        | Prata    | Bronze                           | Bronze   |
| --------------------- | --------------------------------- | -------- | ---------------------------- | -------- | -------------------------------- | -------- |
| Galo (56 kg)          | Mahmoud Namjoo Irão               | 315,0 kg | Kamal Mahgoub · Egito        | 295,0 kg | Joseph DePietro · Estados Unidos | 295,0 kg |
| Pena (60 kg)          | Mahmoud Fayad · Egito             | 332,5 kg | Johan Runge · Dinamarca      | 312,5 kg | Max Heral · França               | 302,5 kg |
| Leve (67,5 kg)        | Ibrahim Shams · Egito             | 352,5 kg | Joe Pitman · Estados Unidos  | 342,5 kg | Arvid Andersson · Suécia         | 322,5 kg |
| Médio (75 kg)         | Khadr El-Touni · Egito            | 397,5 kg | Pete George · Estados Unidos | 385,0 kg | Hassan Rahnavardi Irão           | 340,0 kg |
| Meio-pesado (82,5 kg) | Stanley Stanczyk · Estados Unidos | 412,5 kg | Jean Debuf · França          | 382,5 kg | Rasoul Raeisi Irão               | 365,0 kg |
| Pesado (+ 82,5 kg)    | John Davis · Estados Unidos       | 442,5 kg | Niels Petersen · Dinamarca   | 390,0 kg | Robert Allart · Bélgica          | 387,5 kg |

## Quadro de medalhas
| Ordem | País           | Medalha de ouro | Medalha de prata | Medalha de bronze | Total |
| ----- | -------------- | --------------- | ---------------- | ----------------- | ----- |
| 1     | Egito          | 3               | 1                | 0                 | 4     |
| 2     | Estados Unidos | 2               | 2                | 1                 | 5     |
| 3     | Irão           | 1               | 0                | 2                 | 3     |
| 4     | Dinamarca      | 0               | 2                | 0                 | 2     |
| 5     | França         | 0               | 1                | 0                 | 1     |
| 6     | Bélgica        | 0               | 0                | 1                 | 1     |
| 6     | Suécia         | 0               | 0                | 1                 | 1     |
| Total | Total          | 6               | 6                | 6                 | 18    |